# Die Herbstzeitlosen (2006)
Die Herbstzeitlosen ist ein Spielfilm der Schweizer Regisseurin Bettina Oberli aus dem Jahr 2006. Die Tragikomödie basiert auf einem gemeinsamen Drehbuch Oberlis und der Autorin Sabine Pochhammer und handelt von der Truber Dorfladenbesitzerin Martha, die nach dem Tod ihres Mannes beschliesst, mit Unterstützung ihrer Freundinnen eine Lingerie-Boutique zu eröffnen. Die Hauptrolle übernahm Stephanie Glaser. In weiteren Rollen sind Heidi Maria Glössner, Annemarie Düringer und Monica Gubser zu sehen.
Der vom Schweizer Fernsehen mitproduzierte Film wurde am 5. Oktober 2006 in der Schweiz zur Vorführung freigegeben und wurde mit knapp 590'000 Besuchern zur erfolgreichsten Produktion des Jahres. Der Film rangiert hinter Rolf Lyssys  Die Schweizermacher (1978) und vor Michael Steiners Mein Name ist Eugen (2005) an zweiter Stelle der ewigen Bestenliste des Schweizer Kinos.

## Handlung
Mit dem Tod ihres Mannes Hans (1921–2005) vor 9 Monaten hat die 80-jährige Martha ihre Lebenslust verloren und würde ihm am liebsten ins Jenseits folgen. Die Jassrunde mit den Freundinnen ist auch nicht mehr das, was sie einmal war. Ihr Dorfladen in Trub im schweizerischen Emmental dümpelt vor sich hin und ihr Sohn Walter, der Dorfpfarrer, möchte die Räume für seine Bibelgruppe nutzen.
Als er vorschlägt, sie solle doch den Laden aufgeben und etwas Neues beginnen, kommt sie eher durch Zufall während eines Einkaufs in Bern mit ihrer quirligen und optimistischen Freundin Lisi darauf, sich jetzt im höheren Alter ihren Lebenstraum zu erfüllen: eine Lingerie-Boutique.
Aus dem grauen Gemischtwarenladen wird eine charmante Dessousboutique. Daran stösst man sich jedoch im Ort, und schnell macht sich Widerstand bei den Einwohnern breit. Ihr eigener Sohn opponiert ebenso wie der konservative Gemeindepräsident der fiktiven Traditionspartei LLP, Fritz Bieri, Sohn von Marthas Freundin Hanni gegen die vermeintliche Verführung zur Sündhaftigkeit durch Reizwäsche.
Auch Marthas andere Freundinnen neben Lisi, Frieda und Hanni, sind nicht so ganz davon überzeugt, dass die Dessousboutique ein Erfolg werden kann. Durch die Hilfe verschiedener Personen, unter anderem aus dem Computer- und dem Stick-Kurs des Altersheimes, startet Martha einen erfolgreichen Web-Shop für ihre Dessous mit gestickten Trachtenmotiven. Mit ihrer Energie werden ihre Freundinnen angesteckt. Hanni macht die Fahrprüfung, die ihr der Mann Ernst aus Kostengründen früher verweigerte, damit dieser nicht ins Altersheim muss, Frieda lernt, mit dem Computer und dem Internet umzugehen. Jedes Mal, wenn Walter oder Fritz Intrigen gegen sie schmieden, um sie zur Aufgabe des Ladens zu zwingen, schöpft sie daraus nur neue Kraft.
Doch dann stirbt Lisi in ihrer Küche plötzlich an einem Herzschlag. Diese hatte sich immer damit gebrüstet, dass sie schon in Amerika gewesen ist, doch Walter hatte kurz vor ihrem Tod in einer Intrige dies als Lüge herausgestellt. Lisi zuliebe versprechen sich die drei Freundinnen an ihrem Grab, ihre jeweiligen Vorhaben weiter zu verfolgen. Der Widerstand des Sohnes wird gebrochen, als Martha merkt, dass er ein Verhältnis zu Lisis Tochter Shirley hat.
Während eines Sängerfestes auf einer Wiese kommt es zu einer direkten Auseinandersetzung zwischen Fritz und Martha. Die Festbesucher werden von Marthas Ideen überzeugt, unter anderem durch eine spontane Präsentation ihrer Dessous durch die Tochter von Fritz und ihrer Freundin. Ein kleiner Verkaufsstand mit ihren Dessous wird von vielen Frauen umlagert.
Walter, der seiner Frau Vreni endlich die Wahrheit gesagt hatte, gibt sich einen Ruck und kann die Sänger des Ortes davon überzeugen, anstatt der alten verschlissenen Traditionsfahne die moderne, von seiner Mutter genähte, zu zeigen.

## Rezeption

### Kritik
- Gernot Gricksch von der tvDIGITAL schrieb, dies sei die Schweizer Antwort auf die britischen Kalender Girls (2003); eine toll gespielte Komödie mit viel Witz und Charme.

- Das Lexikon des internationalen Films meinte: Eine lebensbejahende, mit einer Reihe Schweizer Altstars besetzte Mundart-Komödie, die geschickt die Chiffren und die holzschnittartig-schwülstige Dramaturgie des gängigen Heimatfilms umschifft und zu einem charmanten Plädoyer für Würde und Lebensfreude im Alter wird.[3]

- Alexandra Seitz von der Berliner Zeitung schrieb: Zwar mag Oberlis Inszenierung sich wie harmloses Bauerntheater gängiger Vorurteile über die vermeintliche Rückständigkeit der Landbevölkerung bedienen und so manchen Witz auf deren Kosten machen. Im Kern jedoch trifft ihre Geschichte vom getrübten Altweibersommer einen wenig schmeichelhaften und weit generelleren Sachverhalt: Das gestörte Verhältnis zwischen den Generationen und die Entmündigung und Verdrängung der Alten.[4]

- Meike Stolp erklärte bei critic.de: Es geht Oberli nicht darum, ihre Damen zu Rock'n'Roll-Omas aufzubauen, die sich den Weg aus der Gemeinschaft in die vermeintliche Freiheit erkämpfen. Martha, Lisi, Hanni und Frieda fühlen sich wohl in Trub, Freiheiten erkämpfen sie sich nur innerhalb dieser Gemeinschaft. Ebenso verzichtet Oberli auf den platten Witz auf Kosten der reaktionären Kinder Marthas und Hannis. Auch sie haben Gründe für ihr Handeln und diese werden dem Zuschauer ebenso vermittelt. Anders als Beeban Kidrons HERBSTZEITLOSE verlässt sich Bettina Oberli eben nicht nur auf ihre charismatischen Schauspielerinnen.[5]

### Erfolg
Die Herbstzeitlosen feierte im August 2006 auf der Piazza Grande am Filmfestival in Locarno Premiere, wo der Film nach der Vorführung mit Standing Ovations gefeiert wurde. Schauspielerin Stephanie Glaser, die in der Produktion ihre erste Hauptrolle überhaupt übernahm, erhielt im Rahmen des Festivals einen Spezial-Leoparden für ihr Lebenswerk.
Nach seiner Vorführfreigabe avancierte der Film, der vom Schweizer Fernsehen mitproduziert wurde, zum erfolgreichsten Schweizer Kinofilm des Jahres 2006. Ende 2011 lag der Film mit knapp 559'000 Kinobesuchern hinter Rolf Lyssys  Die Schweizermacher (1978) und Mike Eschmanns Achtung, fertig, Charlie! (2003) auf Platz drei der ewigen Bestenliste der Schweiz. In Deutschland und Österreich sahen die Produktion ferner ebenfalls über 250.000 Menschen.
Im September 2007 meldete das Bundesamt für Kultur (BAK) den Film auf Empfehlung seiner Expertengruppe bei der Academy of Motion Picture Arts and Sciences in Los Angeles in der Kategorie Bester fremdsprachiger Film für die Oscarverleihung 2008 an. Oberlis Film konnte sich letztlich jedoch nicht unter den fünf nominierten Werken platzieren.
Am 14. Oktober 2007 feierte der Film auf SF 1 Free-TV-Premiere. Er erreichte eine Zuschauerzahl von 1,34 Millionen, was einem überdurchschnittlichen Marktanteil von über 45 % entsprach, die höchsten Zuschauerzahlen, die SF 1 je für einen Spielfilm messen konnte. Aufgrund dieses Erfolges und einer Publikumsbewertung von 5.83 erhielt Die Herbstzeitlosen im Januar des darauf folgenden Jahres in Zürich den Publikumspreis SF Schweizer Film mit Bluewin überreicht.
Im November 2012 wurde die Produktion nach Durchführung einer repräsentativen Umfrage unter 30 Vorschlägen in der Samstagabend-Show Gipfelstürmer des Schweizer Fernsehens noch vor Mein Name ist Eugen (2005) und Die Schweizermacher (1978) zum «Unvergesslichsten Schweizer Film» gekürt.

## Auszeichnungen
- Bei der 33. Ausgabe des Prix Walo am 22. April 2007 gewann der Film in der Kategorie Filmproduktionen.
- «Publikumspreis SF Schweizer Film mit Bluewin» am 17. Januar 2008 dank bester Publikumsbewertung (5.83) und höchster Zuschauerzahlen bei der Free-TV-Premiere (1'339'700)
- "Bester Film" und "Beste Hauptdarstellerin" (Annemarie Düringer) am Filmfestival Cinéma Tout Ecran Genf 2006